# Velarifictorus jharnae
Velarifictorus jharnae är en insektsart som först beskrevs av Bhowmik 1967.  Velarifictorus jharnae ingår i släktet Velarifictorus och familjen syrsor. Inga underarter finns listade i Catalogue of Life.